# Pic de la Munia
Le pic de la Munia (en espagnol pico de la Munia) est un sommet des Pyrénées situé sur la frontière franco-espagnole et qui culmine à 3 129 ou 3 133 mètres d'altitude dans le massif de la Munia.

## Toponymie
Era Munia serait la « moniale », d'origine espagnole. Sinon, son origine peut être latine, moenia voulant dire « murailles », ce qui correspond bien à son relief[réf. nécessaire].

## Géographie

### Topographie
Le pic de la Munia est situé au centre de la chaîne des Pyrénées en France et en Espagne. Il culmine à 3 129 ou 3 133 mètres et constitue le point culminant de l'ensemble des trois cirques de Troumouse, de Barroude et de Barrosa.

### Hydrographie
Le sommet délimite la ligne de partage des eaux entre le bassin de l'Adour, qui se déverse dans l'Atlantique côté nord, et le bassin de l'Èbre, qui coule vers la Méditerranée côté sud.

## Histoire
La première ascension a été réalisée en 1864 par Victor Paget et Charles Packe. En 1902, les frères Cadier, émerveillés, après une nuit passée dans le cirque de Barrosa, montent au pic de la Munia par le col Robiñera.

## Voies d'accès
Antérieurement, un glacier en faisait une montagne réputée difficile d'accès. Le glacier ayant disparu, c'est moins le cas. Cependant l'ascension reste difficile pour les néophytes, car des passages nécessitent une pratique de l'escalade.
Il existe à ce jour trois voies d'accès principales pour accéder au sommet de la Munia.
La première, la plus directe et la plus fréquentée, passe par l'impressionnante face nord, dans le vaste cirque de Troumouse. Le point de départ se situe au parking de Troumouse, aux alentours de 2 100 mètres. L'ascension est un peu technique (PD), avec deux passages délicats : un premier petit mur (III-) qu'il faut escalader avant d'arriver au col de la Munia (2 853 mètres), puis le pas du Chat (II) peu avant le sommet. Elle se déroule dans un paysage spectaculaire de haute montagne : après être parvenu au col de la Munia, la voie d'accès qui mène au sommet est évidente, et progresse plein est, par une arête aigüe.
La deuxième voie d'accès, démarre par le sud, dans la vallée de Pineta aux alentours de 1 900 mètres d'altitude. Un sentier mène sans difficulté majeure jusqu'au col de la Munia, par l'autre versant cette fois. L'ascension se termine de la même manière que pour le premier itinéraire, par l'arête.
Enfin, la troisième voie, commence au parking de Troumouse, mais passe par l'extrémité orientale du cirque. La progression s'effectue par la ligne de crête, de l'est vers l'ouest.

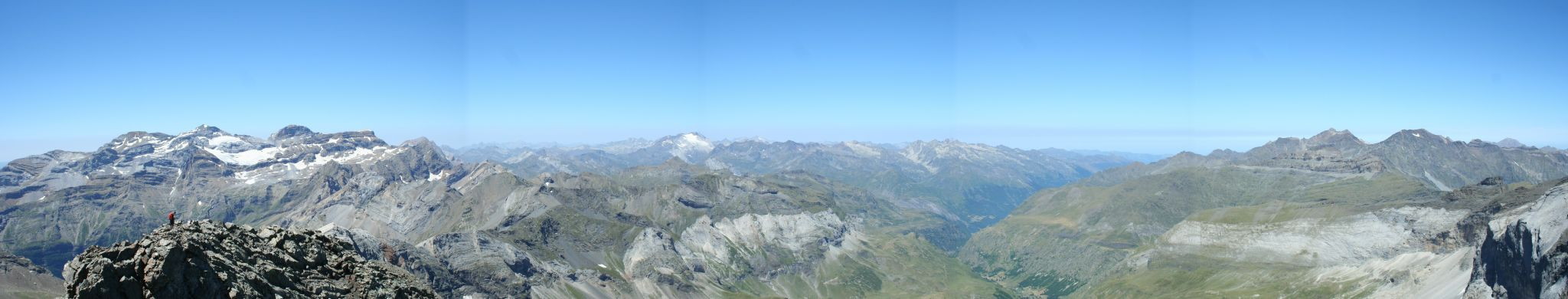
Vue depuis le sommet de la Munia.